# Столпяги
Столпяги́ (укр. Стовп’яги) — село, входит в Переяслав-Хмельницкий район Киевской области Украины. Расположено на реке Карань.
Население по переписи 2001 года составляло 936 человек. Почтовый индекс — 08436. Телефонный код — 4567. Занимает площадь 4,07 км².

## Местный совет
08436, Київська обл., Переяслав-Хмельницький р-н, с. Стовп’яги, вул. Дружби,24